# Mount Timosthenes
Mount Timosthenes ist ein 2025 m hoher und markanter Berg im Grahamland im Zentrum der Antarktischen Halbinsel. Er ragt 5 km nordwestlich des Peregrinus Peak am Kopfende des Hariot-Gletschers und der Nordflanke des Airy-Gletschers auf.
Erste Luftaufnahmen von diesem Berg entstanden am 28. September 1940 bei der United States Antarctic Service Expedition (1939–1941) und am 27. November 1947 im Rahmen der US-amerikanischen Ronne Antarctic Research Expedition (1947–1948). Der Falkland Islands Dependencies Survey nahm im Dezember 1958 Vermessungen vor. Das UK Antarctic Place-Names Committee benannte ihn 1962 nach dem griechischen Seefahrer Timosthenes von Rhodos, der im dritten vorchristlichen Jahrhundert eine aus 12 Richtungen bestehende Windrose entwickelte.